# Saint-Jean-de-Beugné
Saint-Jean-de-Beugné korábbi község Franciaország Loire mente régiójában, Vendée megyében. Lakosainak száma 631 fő (2022. január 1.). Saint-Jean-de-Beugné Bessay, Corpe, Saint-Aubin-la-Plaine, Sainte-Gemme-la-Plaine és Sainte-Pexine községekkel határos.
2025. január 1-jén Sainte-Hermine korábbi községgel egyesült és az így létrejött Saint-Jean-d’Hermine új község része lett.

## Népesség
A település népessége az elmúlt években az alábbi módon változott:
| Lakosok száma | 594  | 597  | 609  | 594  | 603  | 604  | 613  | 622  | 631  |
|               | 2013 | 2015 | 2016 | 2017 | 2018 | 2019 | 2020 | 2021 | 2022 |